# Rugrats in Paris: The Movie
Rugrats in Paris: The Movie (Brasil: Os Anjinhos em Paris / Portugal: Os Rugrats em Paris) é um filme norte-americano de longa-metragem lançado em 17 de Novembro de 2000, produzido pela Nickelodeon Movies e Klasky Csupo, distribuído pela Paramount Pictures e dirigido por Stig Bergqvist e Paul Demeyer. Este filme é a seqüência do filme The Rugrats Movie, de 1998.

## Sinopse
Os Anjinhos, os bebês do desenho da TV, vão para Paris. Tudo começa quando Stu, pai de Tommy, faz alguns brinquedos eletrônicos para um parque de diversões francês, mas as invenções começam a dar problema e ele tem que ir a Paris para consertar. Tommy e seus amigos vão juntos, e Chuckie, cansado de ser filho de pai viúvo, ou seja, Charles, aproveita para arranjar uma esposa para o pai.

## Vozes
- Tommy Pickles - Elizabeth Daily
- Angelica Pickles - Cheryl Chase
- Chuckie Finster - Christine Cavanaugh
- Kimi Watanabe-Finster - Dionne Quan
- Susie Carmichael - Cree Summer
- Dil Pickles - Tara Strong
- Phil DeVille - Kath Soucie
- Lil DeVille - Kath Soucie
- Coco La Bouche - Susan Sarandon
- Jean-Claude - John Lithgow
- Chas Finster - Michael Bell
- Kira Watanabe-Finster - Julia Kato
- Drew Pickles - Michael Bell
- Stu Pickles - Jack Riley
- Lou Pickles - Joe Alaskey
- Didi Kropotkin-Pickles - Melanie Chartoff
- Betty DeVille - Kath Soucie
- Howard DeVille - Phil Proctor
- Charlotte Pickles - Tress MacNeille
- Sr. Yamaguchi - Mako Iwamatsu